# 847 (szám)
A 847 (római számmal: DCCCXLVII) egy természetes szám.

## A szám a matematikában
A tízes számrendszerbeli 847-es a kettes számrendszerben 1101001111, a nyolcas számrendszerben 1517, a tizenhatos számrendszerben 34F alakban írható fel.
A 847 páratlan szám, összetett szám, kanonikus alakban a 71 · 112 szorzattal, normálalakban a 8,47 · 102 szorzattal írható fel. Hat osztója van a természetes számok halmazán, ezek növekvő sorrendben: 1, 7, 11, 77, 121 és 847.
A 847 négyzete 717 409, köbe 607 645 423, négyzetgyöke 29,10326, köbgyöke 9,46152, reciproka 0,0011806.